# Arthur Masson
Arthur Masson (Rièzes-lez-Chimay, 22 februari 1898 – Namen, 21 september 1970) was een Belgisch Franstalig schrijver.

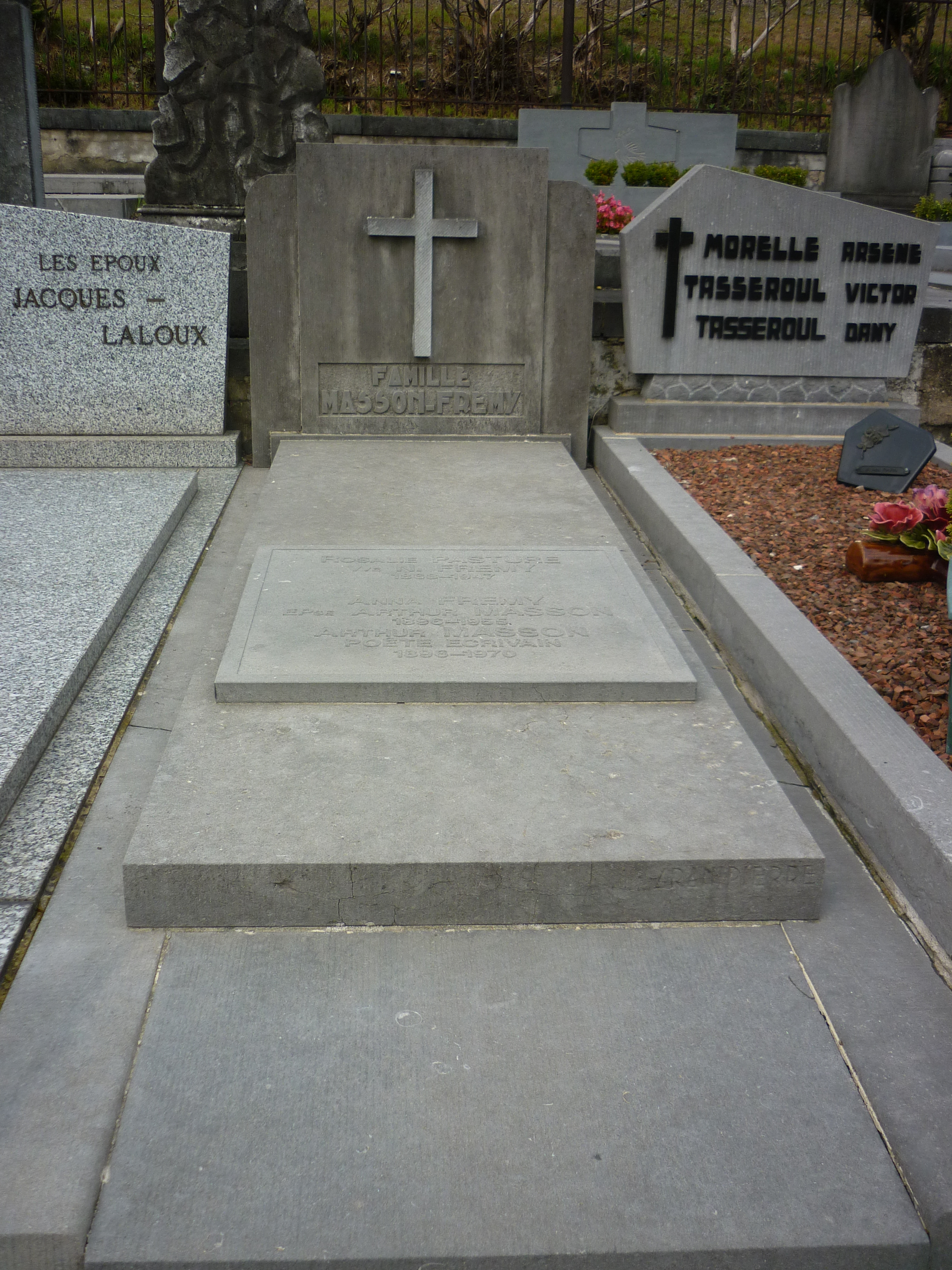
Graftombe van Arthur Masson op de begraafplaats van Dave.

## Biografie
Arthur Masson was de zoon van een douanier. Hij groeide op en volgde de middelbare school in Chimay. Hij behaalde het diploma  van licentiaat in de Letteren en Wijsbegeerte aan de Université catholique de Louvain (toen nog in Leuven). Na zijn afstuderen werd hij leraar aan het atheneum in Nijvel.
De schrijverscarrière van Arthur Masson begon in 1938 met het creëren van het karakter van Toine Culot dat hem later beroemd zou maken. Hij schreef een dertigtal romans en een aantal toneelstukken, waarbij hij ook gebruik maakte van het Waalse dialect. Een belangrijk thema in zijn werk is het leven van gewone mensen en dorpen in de Viroinvallei. Zijn schrijfstijl is helder, met humor, vriendschap en emotie maar ook direct en met diepte. Hij wordt vergeleken met de Franse schrijvers Daudet en Marcel Pagnol.
De vijf romans met Toine Culot zijn bekend onder de naam "Toinade". De eerste delen van de serie werden snel erg populair net voor de oorlog. Toine dans la Tourmente (Toine in rep en roer), dat verscheen in 1946, geeft een opvallende beschrijving van de jaren van de nazi-bezetting.
In 1949 werd Pour enrichir son vocabulaire (Om uw woordenschat [van het Frans] te verrijken) gepubliceerd.
Ter ere van Masson en zijn personages werd het museum Espace Arthur Masson opgericht in Treignes (dat in zijn romans "Trignolles" heet). Tegenover het museum staat een kunstwerk van Belgische kunstenaar Claude Rahir: drie bronzen sculpturen rond een fontein; ze verbeelden drie personages uit de Toinade: Toine Culot, diens vrouw Hilde en zijn neef T. Déôme.
Arthur Masson werd begraven op de begraafplaats van Namen in de deelgemeente Dave. De Route Arthur Masson werd naar hem vernoemd.

## Literair werk

### Boeken en romans
- Vie du bienheureux Toine Culot, obèse ardennais 1934 (?)
- Toine Culot, obèse ardennais, 1938
- La farce des oiseaux et autres contes, 1939
- Toine, maïeur de Trignolles, 1939
- Thanasse et Casimir, 1942
- Toine dans la tourmente vol. I, 1946
- Toine dans la tourmente vol.II, 1946
- Le grand Gusse vol. I, 1949
- Le grand Gusse  vol II, 1949
- Contes de Pâques et de Noël, 1950
- Cayauval, gai village  vol. I, 1951
- Cayauval, gai village vol II, 1951
- Petite ville, 1952
- La famille Binauche, 1953
- Le cantonnier opulent, 1954
- Elise en exil, 1955
- Mon ami Constant, 1956
- Un joyeux garçon, 1957
- Barrettes et Casquettes vol. I, 1958
- Barrettes et Casquettes vol. II  (les folles casquettes), 1959
- Ulysse au volant, 1960
- Bertine et mon oncle, 1961
- Prosper en paradis, 1962
- L'hostellerie du Foyau, 1963
- Un homme pacifique, 1964
- Toine chef de Tribu, 1965
- Toine retraité, 1966
- Un gamin terrible 1967
- Les hommes d'armes, 1968
- Le colonel et l'enfant, 1970

### Theaterstukken
- Le nouveau mait' d'ècole, 1949
- Le Tour de France à Trignolles, 1956
- La grande ducasse suivie de "Li lette di nouvel an", 1969

### Film
- Thanasse et Casimir (1945) van René Picolo.
- Arthur Masson, l'homme qui écrivait des livres (2001), documentaire van Gérald Frydman

### Diverse
- Pour enrichir son vocabulaire, 1949

- Bibsys: 97008464
- Bibliothèque nationale de France: cb12134729v (data)
- International Standard Name Identifier: 0000 0000 8100 779X
- Library of Congress Control Number: n50044134
- MusicBrainz: 9a86335f-4dce-4552-acb9-47fc05838454
- Nationale Bibliotheek van Israël: 987007275469505171
- Nederlandse Thesaurus van Auteursnamen: 144256223
- Système universitaire de documentation: 029798671
- Virtual International Authority File: 22176432
- WorldCat: E39PBJjxqb747KhqX6PH6fbjmd